# GX 339-4
GX 339-4 — умеренно мощная переменная маломассивная рентгеновская двойная звезда (LMXB), кандидат в чёрные дыры, вспыхивающая время от времени. Спектроскопические наблюдения показали, что масса чёрной дыры должна составлять по крайней мере 5,8 массы Солнца.
В течение вспышек GX 339-4 проявляет признаки эволюции квазипериодических колебаний. В стадии нарастания частота колебаний монотонно возрастает по мере того, как поддерживаемый давлением граничный слой вещества в аккреционном потоке приближается к чёрной дыре, а на стадии угасания частота монотонно снижается, поскольку слой удаляется от чёрной дыры по мере снижения вязкости. Вариации частоты можно промоделировать в виде распространяющейся и колеблющейся ударной волны в субкеплеровом потоке. Спектр в целом также можно описать с использованием модели двухкомпонентного адвективного потока. 
Мощный переменный релятивистский джет, излучающий в диапазоне от радио- до инфракрасных волн, наблюдался рядом исследователей.